# Shapes Of Love
「Shapes Of Love」（シェイプス・オブ・ラヴ）は、日本の音楽ユニット・Every Little Thingの6作目のシングル。

## 概要
前作「出逢った頃のように」から約2か月ぶりのシングル。
「Shapes Of Love」で年末の『NHK紅白歌合戦』に初出場（対戦相手は山川豊で「酒場のろくでなし」）。唯一バラードナンバー以外で出場している。また、持田香織は藤あや子の紹介で、同じく初出場した松たか子、広末涼子と共に振袖姿を披露した。
「Never Stop!」は1997年発売の1stアルバム『everlasting』に収録されていた同楽曲をアレンジ、新録音して収録したもの。

## 収録曲
| 全作曲・編曲: 五十嵐充。 |                                                 |           |            |      |
| #                        | タイトル                                        | 作詞      | 作曲・編曲 | 時間 |
| 1.                       | 「Shapes Of Love」                              | 五十嵐充  | 五十嵐充   | 4:58 |
| 2.                       | 「Never Stop! (27hours Version)」               | 持田香織  | 五十嵐充   | 4:11 |
| 3.                       | 「Shapes Of Love (Instrumental)」               |           | 五十嵐充   | 4:58 |
| 4.                       | 「Never Stop! (27hours Version)(Instrumental)」 |           | 五十嵐充   | 4:08 |
| 合計時間:                | 合計時間:                                       | 合計時間: | 18:15      |      |

### 解説
1. Shapes Of Love
2. Never Stop! (27hours　Version)
1stアルバムからのリカット。
3. Shapes Of Love (Instrumental)
表題曲のインストゥルメンタルバージョン。
4. Never Stop! (27hours　Version)(Instrumental)
カップリング曲のインストゥルメンタルバージョン。

## 参加ミュージシャン
Every Little Thing
- 持田香織：Vocals
- 伊藤一朗：Guitar
- 五十嵐充：Keyboards & Programmed

Support Musician
- 桑島幻矢：Synthesizer Programmed

## タイアップ
- テレビ朝日系列月曜ドラマ・イン『研修医なな子』主題歌 (#1)
- テレビ朝日系列特別番組『27時間ぶちぬきスペシャル 熱血チャレンジ宣言'97』テーマソング (#2)

## 楽曲の収録アルバム
Shapes Of Love
- 『Time to Destination』
- 『Every Best Single +3』
- 『Every Best Single 〜COMPLETE〜』
- 『Every Cheering Songs』
- 『Every Best Single 2 ～MORE COMPLETE～』
- 『Every Best Single 2 〜Early period〜』

Never Stop!
- 『everlasting』
- 『Every Best Single 〜COMPLETE〜』
- 『Every Best Single 2 ～MORE COMPLETE～』
- 『Every Best Single 2 〜Early period〜』